# سام الیس (بازیکن فوتبال)
سام الیس (انگلیسی: Sam Ellis؛ زادهٔ ۱۲ سپتامبر ۱۹۴۶) بازیکن فوتبال اهل بریتانیا است.
از باشگاه‌هایی که در آن بازی کرده‌است می‌توان به باشگاه فوتبال شفیلد ونزدی، باشگاه فوتبال منزفیلد تاون، باشگاه فوتبال لینکولن سیتی، و باشگاه فوتبال واتفورد اشاره کرد.
وی همچنین در تیم ملی فوتبال زیر ۲۱ سال انگلستان بازی کرده‌است.